# Velika nagrada Avstralije 2002
Velika nagrada Avstralije 2002 je bila prva dirka Svetovnega prvenstva Formule 1 v sezoni 2002. Odvijala se je 3. marca 2002.
Dirka je potekala na uličnem dirkališču v Melbournu pred 127.000 gledalci in bila osemnajsta v zgodovini Velike nagrade Avstralije. Po 58 krogih je zmago dosegel Michael Schumacher v Ferrarijevem dirkalniku, drugi je bil Juan Pablo Montoya iz moštva BMW Williams, tretji pa Kimi Räikkönen iz moštva McLaren-Mercedes.

## Poročilo

### Kvalifikacije
Sobotne kvalifikacije so delno potekale v deževnem vremenu. Rubens Barrichello iz moštva Ferrari je pred začetkom deževanja prevozil dva kroga in postavil čas, ki mu je na koncu kvalifikacij zadoščal za najboljši štartni položaj. Za Brazilca je bil ta najboljši štartni položaj četrti v karieri in prvi po Veliki nagradi Velike Britanije 2000.
Drugo mesto je dosegel Barrichellov moštveni kolega Michael Schumacher z zaostankom pičlih petih tisočink sekunde, tretji pa je bil Nemčev brat Ralf v dirkalniku moštva BMW Williams. Četrto mesto je zasedel David Coulthard iz moštva McLaren-Mercedes, ki se mu po manjši nesreči ni uspelo izboljšati svojega časa. Coulthardov moštveni kolega Kimi Räikkönen se je uvrstil na peto mesto, šesti pa je bil Juan Pablo Montoya iz moštva BMW Williams, ki ga je nekoliko upočasnil Giancarlo Fisichella v Jordanovem dirkalniku. Italijan je svoj dirkalnik postavil na osmi štartni položaj za rojakom Jarnom Trullijem iz moštva Renault. Novinec Felipe Massa je v Sauberjevem dirkalniku zasedel deveto mesto pred moštvenim kolegom Nickom Heidfeldom.
Fisichellov moštveni kolega Takuma Sato je zaradi problema s sklopko odstopil, preden se mu je uspelo postaviti čas. Kvalifikacije so bile ustavljene osem minut, ko so Satojev dirkalnik umikali s proge. Japonec se je vrnil v bokse in šele po začetku deževanja prevozil en krog v Fisichellovem dirkalniku, a je bil skoraj pol minute počasnejši od Barrichella. Kljub temu, da ni postavil časa znotraj 107 odstotkov časa najhitrejšega, so mu sodniki dovolili udeležitev na dirki.

### Dirka
Dirka se je začela na suhi progi v oblačnem in toplem vremenu. Barrichello je ubranil vodstvo, Ralf Schumacher pa prehitel brata Michaela in se prebil na drugo mesto, preden je pred vhodom v prvi ovinek trčil v zadnji del Barrichellovega dirkalnika. Nemčev dirkalnik je dvignilo v zrak, dirke pa je bil za oba dirkača konec. Zaradi tega trčenja je na progi ostalo veliko delcev, ki so povzročili množično trčenje pred drugim ovinkom in odstop še šestih dirkačev, med katerimi sta bila oba voznika moštva Sauber. Dirka se je nadaljevala za varnostnim avtomobilom, ki je ostal na progi do četrtega kroga.
Vodstvo je v prvih desetih krogih držal Coulthard, medtem ko je bil na drugem mestu Trulli. Za tretje mesto sta se potegovala Michael Schumacher in Montoya. Trulli je v devetem krogu izgubil oblast nad dirkalnikom in trčil v ogrado, zaradi česar se je na progo vrnil varnostni avtomobil.
Do ponovnega štarta je prišlo po koncu 11. kroga. Coulthard je kmalu predtem naredil napako in prevozil travnik. Škota sta prehitela tako Schumacher kot Montoya. Kolumbijec je po ponovnem štartu na štartno-ciljni ravnini prehitel Nemca in prevzel vodstvo, a je po štirih krogih naredil napako in s tem omogočil vrnitev na prvo mesto Schumacherju, ki je vodstvo obdržal do konca dirke po 58 prevoženih krogih.
Coulthard je po izgubljenem vodstvu začel imeti številne probleme z dirkalnikom ter je po 33 krogih odstopil. Njegov moštveni kolega Räikkönen pa je v prvem nastopu pri McLarnu dosegel tretje mesto in prvo uvrstitev na stopničke v svoji karieri, kljub temu, da je pri izogibanju se nesrečam v prvem krogu poškodoval dirkalnik in pri postanku v boksih izgubil skoraj minuto. Finec je ciljno črto prečkal nekaj manj kot sedem sekund po Montoyi, ki pa je na drugem mestu za zmagovalcem zaostajal nekaj več kot 18 sekund.
Dirko je končalo le osem dirkačev. Na četrto mesto se je uvrstil Eddie Irvine iz moštva Jaguar, ki so ga Schumacher, Montoya in Räikkönen že prehiteli za krog. Velik del medijske pozornosti je pritegnil nase domači dirkač Mark Webber iz moštva Minardi, ki se je v svojem prvem nastopu v Formuli 1 uvrstil na peto mesto v nekonkurenčnem dirkalniku. Webber se je za peto mesto potegoval s Toyotinim dirkačem Miko Salojem, ki se je krog pred koncem dirke zavrtel. Webber in Salo sta dirko končala z zaostankom dva kroga za trojko na stopničkah in bila zadnja dirkača, ki sta se uvrstila med dobitnike točk. Sedmi je bil Alex Yoong v drugem dirkalniku moštva Minardi, ki je za Webbrom in Salojem zaostajal za krog. Zadnji uvrščeni je bil Irvinov moštveni kolega Pedro de la Rosa, ki je zaradi težav pri postanku v boksih nakopičil pet krogov zaostanka za zmagovalcem.
Webbrovi dve točki sta bili prvi za moštvo Minardi od dirke za Veliko nagrado Evrope 1999, ko je eno točko osvojil Marc Gené. Šesto mesto Saloja pa je prineslo Toyoti prvo točko v prvem nastopu moštva v Formuli 1, kar se je zgodilo prvič po tem, ko je JJ Lehto osvojil dve točki za uvrstitev na peto mesto ob prvem nastopu moštva Sauber na Veliki nagradi Južne Afrike 1993.

## Rezultati

### Kvalifikacije
| Poz | Št | Dirkač                | Konstruktor      | Čas      | Zaostanek |
| --- | -- | --------------------- | ---------------- | -------- | --------- |
| 1   | 2  | Rubens Barrichello    | Ferrari          | 1:25,843 |           |
| 2   | 1  | Michael Schumacher    | Ferrari          | 1:25,848 | +0,005    |
| 3   | 5  | Ralf Schumacher       | Williams-BMW     | 1:26,279 | +0,436    |
| 4   | 3  | David Coulthard       | McLaren-Mercedes | 1:26,446 | +0,603    |
| 5   | 4  | Kimi Räikkönen        | McLaren-Mercedes | 1:27,161 | +1,318    |
| 6   | 6  | Juan Pablo Montoya    | Williams-BMW     | 1:27,249 | +1,606    |
| 7   | 14 | Jarno Trulli          | Renault          | 1:27,710 | +1,867    |
| 8   | 9  | Giancarlo Fisichella  | Jordan-Honda     | 1:27,869 | +2,026    |
| 9   | 8  | Felipe Massa          | Sauber-Petronas  | 1:27,972 | +2,129    |
| 10  | 7  | Nick Heidfeld         | Sauber-Petronas  | 1:28,232 | +2,389    |
| 11  | 15 | Jenson Button         | Renault          | 1:28,361 | +2,518    |
| 12  | 12 | Olivier Panis         | BAR-Honda        | 1:28,381 | +2,538    |
| 13  | 11 | Jacques Villeneuve    | BAR-Honda        | 1:28,657 | +2,814    |
| 14  | 24 | Mika Salo             | Toyota           | 1:29,205 | +3,362    |
| 15  | 20 | Heinz-Harald Frentzen | Arrows-Cosworth  | 1:29,474 | +3,631    |
| 16  | 25 | Allan McNish          | Toyota           | 1:29,638 | +3,795    |
| 17  | 21 | Enrique Bernoldi      | Arrows-Cosworth  | 1:29,738 | +3,895    |
| 18  | 23 | Mark Webber           | Minardi-Asiatech | 1:30,086 | +4,243    |
| 19  | 16 | Eddie Irvine          | Jaguar-Ford      | 1:30,113 | +4,270    |
| 20  | 17 | Pedro de la Rosa      | Jaguar-Ford      | 1:30,192 | +4,349    |
| 21  | 22 | Alex Yoong            | Minardi-Asiatech | 1:31,504 | +5,661    |
| 22  | 10 | Takuma Sato           | Jordan-Honda     | 1:53,351 | +27,508   |

### Dirka
| Poz | Št | Dirkač                | Konstruktor      | Krogi | Čas/Odstop       | Št. m. | Toč |
| --- | -- | --------------------- | ---------------- | ----- | ---------------- | ------ | --- |
| 1   | 1  | Michael Schumacher    | Ferrari          | 58    | 1:35:36,792      | 2      | 10  |
| 2   | 6  | Juan Pablo Montoya    | Williams-BMW     | 58    | + 18,628 s       | 6      | 6   |
| 3   | 4  | Kimi Räikkönen        | McLaren-Mercedes | 58    | + 25,067 s       | 5      | 4   |
| 4   | 16 | Eddie Irvine          | Jaguar-Cosworth  | 57    | +1 krog          | 19     | 3   |
| 5   | 23 | Mark Webber           | Minardi-Asiatech | 56    | +2 kroga         | 18     | 2   |
| 6   | 24 | Mika Salo             | Toyota           | 56    | +2 kroga         | 14     | 1   |
| 7   | 22 | Alex Yoong            | Minardi-Asiatech | 55    | +3 krogi         | 21     |     |
| 8   | 17 | Pedro de la Rosa      | Jaguar-Cosworth  | 53    | +5 krogov        | 20     |     |
| Ods | 3  | David Coulthard       | McLaren-Mercedes | 33    | Menjalnik        | 4      |     |
| Ods | 11 | Jacques Villeneuve    | BAR-Honda        | 27    | Zlomljeno krilce | 13     |     |
| DSQ | 20 | Heinz-Harald Frentzen | Arrows-Cosworth  | 16    | Diskvalifikacija | 15     |     |
| DSQ | 21 | Enrique Bernoldi      | Arrows-Cosworth  | 15    | Diskvalifikacija | 17     |     |
| Ods | 10 | Takuma Sato           | Jordan-Honda     | 12    | El. sistem       | 22     |     |
| Ods | 14 | Jarno Trulli          | Renault          | 8     | Zavrten          | 7      |     |
| Ods | 2  | Rubens Barrichello    | Ferrari          | 0     | Trčenje          | 1      |     |
| Ods | 5  | Ralf Schumacher       | Williams-BMW     | 0     | Trčenje          | 3      |     |
| Ods | 9  | Giancarlo Fisichella  | Jordan-Honda     | 0     | Trčenje          | 8      |     |
| Ods | 8  | Felipe Massa          | Sauber-Petronas  | 0     | Trčenje          | 9      |     |
| Ods | 7  | Nick Heidfeld         | Sauber-Petronas  | 0     | Trčenje          | 10     |     |
| Ods | 15 | Jenson Button         | Renault          | 0     | Trčenje          | 11     |     |
| Ods | 12 | Olivier Panis         | BAR-Honda        | 0     | Trčenje          | 12     |     |
| Ods | 25 | Allan McNish          | Toyota           | 0     | Trčenje          | 16     |     |